# Brahma (Bier)

Logo der Biermarke

Brahma ist ein Bier, das von der brasilianischen Brauerei AmBev hergestellt wird. Erstmals gebraut wurde es 1888 von der Firma Manufatura de Cerveja Brahma Villiger & Companhia des Schweizer Immigranten Joseph Villiger. Diese fusionierte 1999 mit der Brauerei Companhia Antarctica zu AmBev.
Über die Herkunft des Namens des Biers gibt es verschiedene Versionen. Im Biermuseum der brasilianischen Stadt Blumenau ist zu lesen, dass der Name auf den Gründer der modernen Brahma-Brauerei Georg Maschke zurückgeht. Brahma ist danach eine Abkürzung des Wortes „Brauhaus Maschke“.
Bekannt wurde das Bier unter anderem durch sein innovatives Marketing, das auf Werbefilmfestivals wie jenem in Cannes viele Preise gewann.

## Varianten
Brahma gibt es in folgenden Varianten:
- Brahma: ein Lagerbier mit einem Alkoholgehalt von 4,8 %, das seit 2004 weltweit vermarktet wird.
- Brahva: entspricht dem obigen Brahma, wird unter diesem Namen aber nur in mittelamerikanischen Ländern wie etwa Guatemala vertrieben.
- Brahma Chopp: ein Lagerbier mit 5 % Alkoholgehalt, verkauft wird es in Brasilien.
- Brahma Extra
- Brahma Light
- Brahma Malzbier
- Brahma Ice: wird nur in Venezuela verkauft.
- Brahma Black

In Argentinien wurde die Distribution von Cervecería y Maltería Quilmes S.A.I.C.A y G. übernommen, da InBev sich an dieser Brauerei beteiligt hat.